# Ги де Монфор (сеньор Кастра)
Ги де Монфор (фр. Guy de Montfort; убит 31 января 1228 года) — французский крестоносец, сеньор Ферте-Але и Бретанкура, регент графства Сидон (1205—1210), сеньор Кастра с 1211.

## Биография
Сын Симона (IV) де Монфора и Амиции де Бомон, графини Лестер.
В 1188 году принял участие в Третьем крестовом походе. Вероятно, вернулся из Святой земли только в 1192 году.
В 1202 году вместе с братом, Симоном IV де Монфором, отправился в Четвёртый крестовый поход. В отличие от основной армии крестоносцев, добирались до Иерусалимского королевства не через Византию, а морем из Барлетты до Яффы, где присоединились к Амори II Лузиньяну и участвовали в Тивериадской экспедиции.
В 1204 году Амори II Лузиньян организовал женитьбу Ги де Монфора на Элвис д’Ибелин, вдове графа Сидона Рено Гренье. После этого тот 5 лет управлял Сидоном от имени пасынка — Балиана Гренье.
От Элвис д’Ибелин у него было двое детей:
- Филипп (ум. 1270), сеньор Кастра, сеньор Тира и Торона
- Пернелла, монахиня в Париже в аббатстве Сент-Антуан.

В 1210 г. Ги де Монфор, к тому времени овдовевший, вернулся в Европу и вместе с братом участвовал в альбигойских войнах, в том числе в битве при Мюре (1213), осаде Бокера (1216) и Тулузы (1218). В 1211 г. получил от Симона де Монфора город Кастр, конфискованный у тулузского графа.
В этот период он женился на Бриенде де Бен, вдове Ламбера де Тюри, барона де Ломбера. Известны трое их детей:
- Алисия, монахиня в Пор-Рояле
- Агнесса, монахиня в Пор-Рояле
- Ги II де Монфор (ум. 1254), барон де Ломбер.

Ги де Монфор участвовал в войнах, которые король Людовик VIII вёл в Окситании, и погиб 31 января 1228 года при осаде крепости Вариль (недалеко от Памье).